# Jacky Carlier
Pour les articles homonymes, voir Carlier.
Jacky Carlier (né le 8 novembre 1961) est un athlète français spécialiste des courses de fond.
Médaillé de bronze du 3 000 m lors des Championnats d'Europe en salle 1989 de La Haye, derrière l'Allemand Dieter Baumann et l'Espagnol Abel Antón, il se hisse sur la deuxième marche du podium lors de l'édition suivante, en 1990 à Glasgow, s'inclinant finalement face à son compatriote Éric Dubus.
Il remporte quatre titres de champion de France en salle : sur 1 500 m en 1988, et sur 3 000 m en 1988, 1989 et 1995.

## Records personnels
- 3 000 m : 7 min 52 s 64 (1995)
- 3 000 m (salle) : 7 min 53 s 16 (1989)
- 5 000 m : 13 min 25 s 14 (1994)